# Jean Cras
Pour les articles homonymes, voir Cras.
Jean Cras est un officier de marine et compositeur français, né le 22 mai 1879 à Brest où il est mort le 14 septembre 1932.
Professeur à l'École navale, il met au point une règle qui porte toujours son nom : la « règle Cras ». Elle permet de tracer la route ou de porter un point sur une carte marine ; il met aussi au point un appareil de transmission par signaux électriques. Le capitaine de vaisseau Cras commande notamment le cuirassé Provence. Promu contre-amiral en 1931, il achève sa carrière militaire au poste de major général du port de Brest, sa ville natale.
Conciliant sa carrière maritime avec sa passion musicale, Jean Cras a, tout au long de son existence, composé de nombreuses pièces. Son hyper sensibilité le conduit vers l'art de l'expressionnisme suggestif. Abordant tous les styles, il puise la matière nécessaire dans ses voyages et mélange les parfums d'ailleurs qui parfois sonnent comme des airs bretons.

## Biographie
Jean Émile Paul Cras est né à Brest le 22 mai 1879. Son père, médecin en chef de marine, et sa mère partagent une même passion : la musique. Baigné dans une atmosphère musicale, il hérite de leur sensibilité à cet art, compose sa première œuvre à l'âge de 13 ans et excelle en tant que pianiste.
Élève doué, il entre à l'École navale à 17 ans sur le ponton école Borda. En 1898, il sort quatrième d'une promotion de 70 élèves officiers (appelés « bordaches »). Il commence ses embarquements à la mer, où il consacre ses heures de loisir à composer. En 1899, il possède, déjà, dans ses tiroirs, une messe, des motets, un trio intitulé Voyage Symbolique.
En 1919, une profonde et étroite amitié s'établit avec le compositeur Henri Duparc qui le considère comme le « fils de son âme ». Lors d'un nouvel embarquement, Henri Duparc lui remet un viatique : les quatuors de Beethoven pour qu'il s'en pénètre.
Jean Cras a concilié cette double existence de marin et de musicien, passionnément épris de ce double métier qu'évoque le monument élevé sur le cours Dajot à Brest. Le piano qu'il installait dans son carré lors de ses différents embarquements était adapté, avec un nombre réduit de touches.[réf. nécessaire]
Le 23 janvier 1906, il épouse Isaure Paul, une femme très compréhensive tant sur le plan musical que professionnel, qui lui donne quatre enfants : Isaure, Colette, Monique et Pierre.
Pendant deux années, il est professeur d'architecture navale à l'École navale (à la « Baille », comme la surnomment les « Bordaches »).
En 1913, il est fait chevalier dans l'ordre de la Légion d'honneur (et promu officier en 1920).

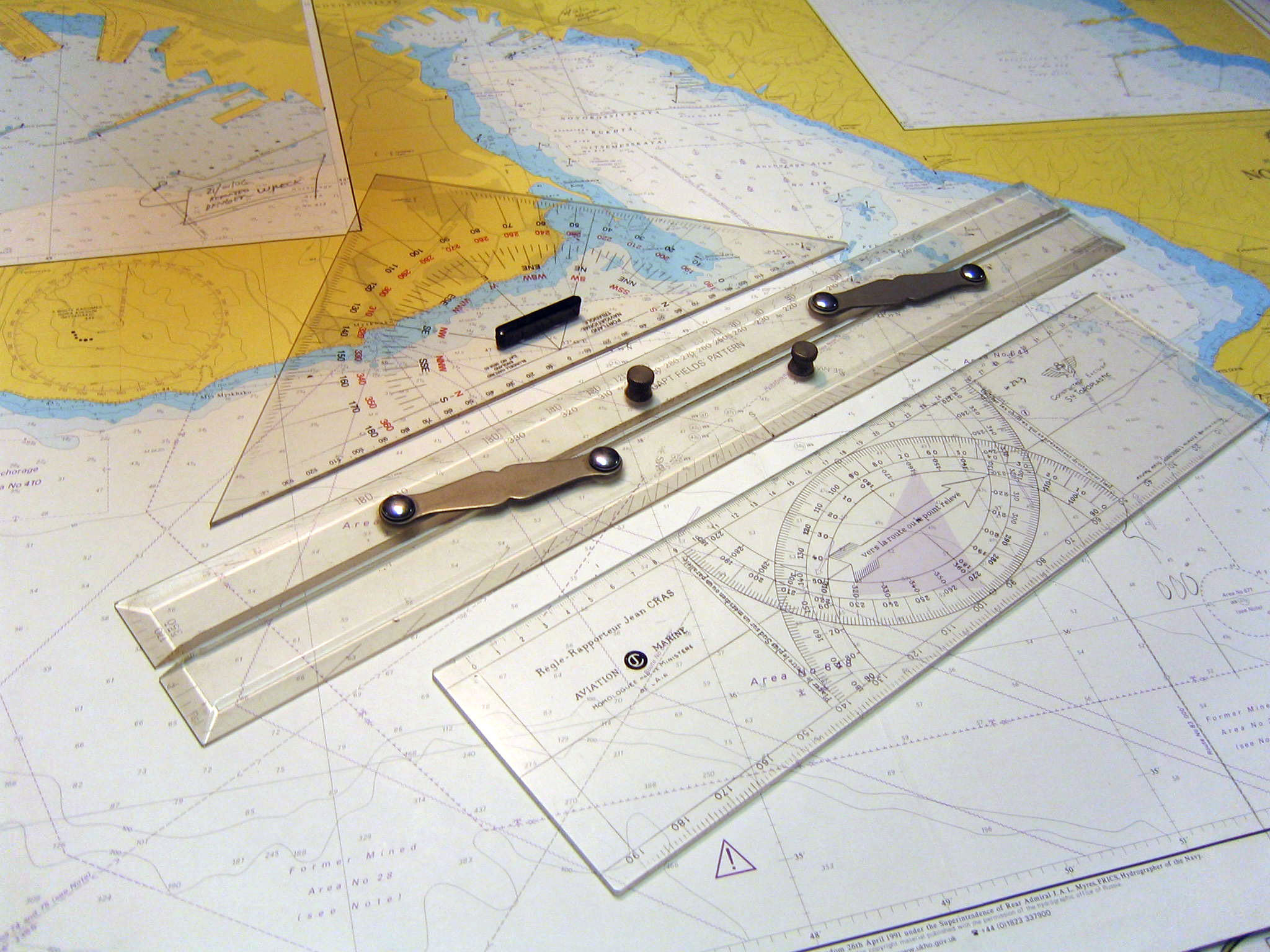
Différentes règles de navigations : le Portland Protractor (triangle), la Captain Field's Improved Parallel Rule (règles parallèles) et la règle Cras (double rapporteur).

Il invente, en février 1917, une règle qui porte son nom, la règle Cras. Ce double rapporteur transparent, qui permet soit de tracer une route soit de porter un point par relèvements sur une carte marine (ou une carte d'aéronautique), est toujours en usage. Sur le contre-torpilleur Cassini, il met au point un appareil qui facilite la transmission de signaux électriques et qui sera rendu réglementaire sur tous les navires de guerre.
Jean Cras est qualifié d'officier de premier ordre par l'amiral Auguste Boué de Lapeyrère dont il devient l'aide de camp après avoir été breveté d'état-major. Il se distingue tout au long du premier conflit mondial, lors des opérations en Adriatique. Commandant le contre-torpilleur Commandant Bory, il sauve un matelot timonier de la noyade après un tir adverse. Sa conduite héroïque lui vaut une citation à l'ordre de l'armée et il est promu capitaine de corvette en 1918. Durant la guerre, et tandis qu'il prenait part au blocus des côtes dalmates, il achève la partition de son opéra Polyphème, drame d'Albert Samain représenté à l'Opéra-Comique le 29 décembre 1922.

En 1921, il retrouve la mer et prend le commandement du torpilleur Amiral Sénès, à bord duquel il entame la composition de son Quintette pour piano et cordes. 

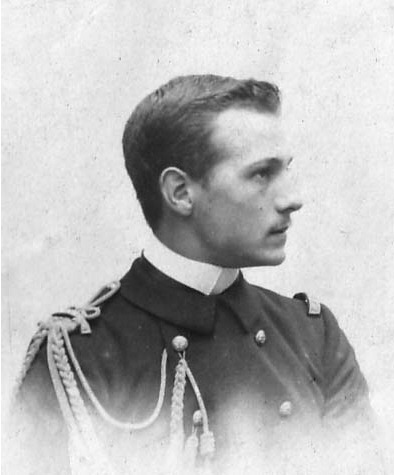
L'enseigne de vaisseau Jean Cras, aide de camp de l'amiral Boué de Lapeyrère en 1899.

Le plus jeune capitaine de vaisseau de la Royale commande de 1927 à 1929 la Provence, le plus puissant cuirassé en service alors dans la marine nationale française. À bord, il écrit à André Himonet : « J'essaie de mettre à profit les années où je suis à la mer pour travailler le plus possible, les conditions étant d'ailleurs particulièrement favorables à une production avant tout sincère et non sollicitée, impressionnée par ce qui s'écrit. » Ces quelques lignes peuvent servir d'épigraphe au Journal de bord que Rhené-Baton dirige chez Pasdeloup le 3 mars 1928. Cette suite symphonique se divise en trois parties :
1. quart de huit à minuit : houle au large, ciel couvert se dégageant au coucher du soleil, rien en vue ;
2. quart de minuit à quatre : très beau temps, mer très belle, rien de particulier, clair de lune ;
3. quart de quatre à huit : la terre en vue, droit devant.

Des pages louées par Paul Le Flem, dans lesquelles « se révèlent la nature rêveuse du musicien, son instinct de la nature, son sens de l'exotisme. »
Il embarque toujours son piano droit sur chacun des navires à bord desquels il sert, car : « Composer, c'est pour moi obéir à une volonté supérieure, qui me dicte ses volontés et que je sers avec l'ivresse de l'humble disciple dont le seul but est d'exécuter le mieux possible les ordres de son maître. »
Il accède aux étoiles en 1931. Contre-amiral, il devient major général de l'arsenal militaire du port de Brest. Ayant navigué sur toutes les mers du globe, c'est à Brest, sa ville natale qu'il meurt le 14 septembre 1932, foudroyé en seulement trois jours par un cancer, tout juste quelques semaines après avoir composé ses Trois chansons bretonnes qu'il avait dédicacées à sa femme.

## Décorations
- Officier de la Légion d'honneur (10 juillet 1920)
- Croix de guerre 1914–1918
- Médaille commémorative du Maroc
- Médaille commémorative de la guerre 1914–1918
- Médaille interalliée de la Victoire
- Chevalier de l'ordre des Saints-Maurice-et-Lazare

## Œuvre

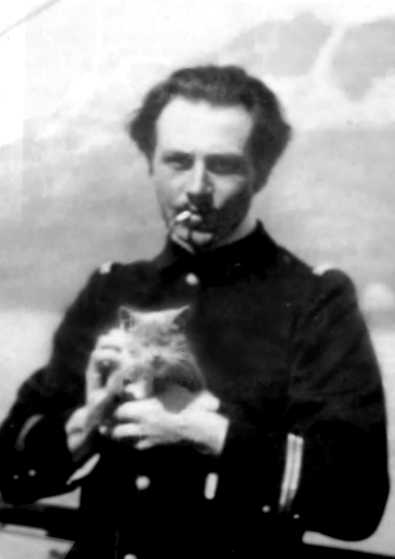
L'enseigne de vaisseau Jean Cras,
avec son chat Bleu-Nial en 1902.

Le 6 février 1932, Colette Cras, sa fille (future épouse du compositeur Alexandre Tansman), exécute le Concerto pour piano et orchestre aux concerts Pasdeloup sous la direction de Désiré-Émile Inghelbrecht. Dans cette œuvre, le piano est considéré non dans un esprit de virtuosité, mais dans un dessein de musicalité pure.
On retrouve une même originalité dans les Trois Noëls (concerts Colonne, 1930) inspirés par le Pèlerin d'Assise de Léon Chancerel et dont le premier, la Plainte d'Adam, avec la réplique constante de l'Ange, est un chef-d'œuvre ; mais le deuxième, le Dialogue de Joseph avec le mauvais hôtelier ne vaut guère moins, si parfaitement expressif de toute la détresse humaine. Et le dernier, l'Adoration des Bergers, est marqué d'une sorte de gravité mystique.
Il a également composé un Quintette pour harpe, flûte et trio à cordes ; un Quintette pour piano et cordes ; un Quatuor (« À ma Bretagne ») et un Trio à cordes ; diverses pièces pour flûte et harpe, violoncelle et piano, pour violon et piano, des mélodies (Fontaines sur des poèmes de Lucien Jacques, la Flûte de Pan sur un autre poème du même auteur, le Rubayiat d'Omar Khayyam, l'Offrande lyrique de Rabindranath Tagore) et puis un recueil de trois petites pièces pour six petites mains, Âmes d'enfants recueil pour piano. Certaines de ses partitions sont également révélatrices d'un réel intérêt pour le saxophone.
Si sa musique n'a pas fait école, il a su allier la rigueur de la Schola Cantorum à la mélodie libre, naturellement limpide à la manière d'un Debussy. C'est un mélodiste comme son maître Henri Duparc. Ses influences sont sa terre natale, la Bretagne, les contrées qu'il a visitées (notamment l'Afrique) qui lui valent le surnom de Pierre Loti de la musique et, bien entendu, son ami et professeur, Henri Duparc.
Son œuvre maîtresse est sans aucun doute Polyphème qui est, selon la légende, l'aîné des cyclopes, fils de Poséidon et de la nymphe Thoôsa. Albert Samain humanise son Polyphème en le faisant renoncer à faire rouler sur Galatée le quartier de roc destiné à broyer le couple (Acis et Galatée) et, en définitive, il s'aveugle et se jette dans la mer afin d'y trouver la mort car « leur bonheur m'épouvante ».

## Catalogue musical
Jean Cras aborde tous les genres de la musique de chambre, de la sonate au quintette, mais aussi le genre symphonique. Il s'inspire de son univers maritime pour composer – par exemple son opéra Polyphème fait référence à l'univers légendaire de la mer – et aussi des terres qu'il connait, la Bretagne et les pays qu'il a visités. Il est sensible aux sonorités orientales (arabes et africaines), parfois proches de la musique celtique (par sa gamme pentatonique notamment). Pour la touche d'originalité, il a eu recours à des instruments insolites, comme la flûte de pan dans sa pièce éponyme. Bretonnant de naissance, il mêle quelques traits bretons à sa musique, des citations dans la pièce En Islande, et il utilise subtilement des airs de danses dans certains de ses morceaux comme Trois chansons bretonnes ou Le roi Loudivic.

### Œuvres symphoniques et opéra
- Andante religieux, 1901
- Âmes d’enfants, 1921
- Journal de bord, 1927
- Légende pour violoncelle et orchestre, 1929
- Concerto pour piano et orchestre, 1931
- Polyphème, opéra en 5 actes, 1912-1918[21]

### Œuvres de musique de chambre

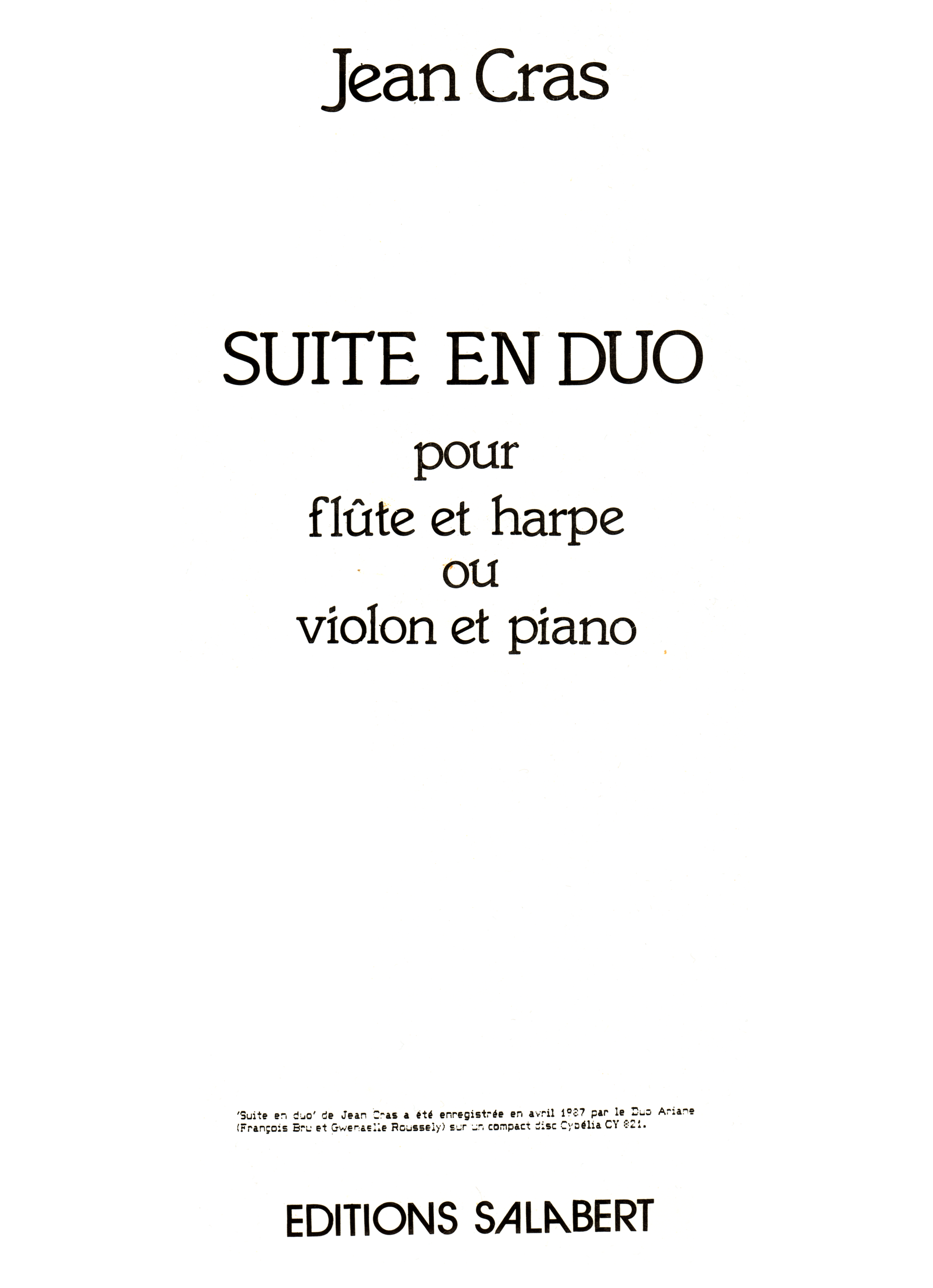
Jean Cras, Suite en duo pour flûte et harpe ou violon et piano, page de titre (éditions Salabert, 1927)

- L’Âme, deuxième sonate pour alto et piano
- Suite en duo pour flûte et harpe
- Trio n° 1, 1899
- L'esprit, sonate pour violon et piano, 1900
- Sonate pour violoncelle et piano, Toulon, 1901
- Douceur du soir, mélodies pour piano et soprano, 1901
- Trio n° 2, 1907
- Quatuor à cordes « À ma Bretagne », 1909
- Âmes d'enfants, pour 6 petites mains, 1917
- L'Offrande Lyrique, mélodies pour piano et soprano, 1920
- La Chair, pour violoncelle et piano, 1920
- Image, mélodies pour piano et soprano, 1921
- Quatuor à cordes, version pour piano à 4 mains, 1921
- Quintette pour piano et quatuor à cordes, 1923
- Fontaine, mélodies pour piano et soprano, 1923
- Cinq Robaiyat, mélodies pour piano et baryton, 1924
- Trio n° 3, 1926
- Habanera pour violon et piano, 1927
- Air varié pour violon et piano, 1927
- Quintette pour flûte, harpe, violon, alto et violoncelle ou piano et quatuor à cordes, 1927-1928[17]
- Évocation pour violon et piano, 1928
- Soir sur la mer, mélodies pour piano et soprano, 1929
- Épilogue pour violon et piano, 1929
- Suite en duo pour flûte et harpe (ou violon et piano), 1929
- Légende pour violoncelle et piano, 1930
- Deux chansons, mélodies pour piano et baryton, 1932
- Concerto pour piano et orchestre, version pour 2 pianos, 1932

### Œuvres pour piano ou harpe et mélodies
- Impromptu pastoral, 1900
- Petite pièce, 1901
- Preludio con fughetta, poèmes intimes, 1902
- En Islande, poèmes intimes, 1902
- Valse, 1904
- Recueillement, poèmes intimes, 1904
- Au fil de l’eau, poèmes intimes, 1911
- La maison du matin, poèmes intimes, 1911
- Paysages, 1917
- Premier anniversaire, "À mon petit Jean-Pierre", 1919
- Danze, 1920
- Âmes d’enfants, 1922
- Deux impromptus pour harpe, 1926

### Œuvres vocales et religieuses
- Pièces pour chant et piano
- Messe à 4 voix a capella, 1907
- Élégies, 4 poèmes pour chant et orchestre, 1912
- L'Offrande Lyrique, pour voix et orchestre, 1921
- Fontaines, pour voix et orchestre, 1923
- Dans la montagne, 1925
- Hymne en l’honneur d’une sainte, 1925
- Vocalise-étude, 1928
- La Flûte de Pan, 1930
- Trois Noëls, pour voix et orchestre, 1930

## Discographie

### Opéra
- Polyphème, Bramwell Tovey (dir.), Chœur Vittoria et Orchestre philharmonique du Luxembourg, chez Timpani, 3CD3078, 2003[22].

### Musique symphonique
- Les Œuvres pour orchestre par Jean-François Antonioli chez Timpani.
- Jean Cras : Concerto pour Piano et Orchestre par Pierre Réach et James Lockhart.
- Ma famille bien-aimée. les œuvres dédiées à sa famille par l'orchestre radio-symphonique de Paris, direction Eugène Bigot, chez Timpani.

### Musique de chambre
- Quintette avec piano et quatuor par le quatuor Louvigny et Alain Jacquon, chez Timpani.
- Quintette avec piano et quatuor par le quatuor Sine Qua Non et Jean-Pierre Ferey, chez Skarbo, 2018.
- L'Œuvre pour violon et piano, Poèmes Intimes pour piano par Marie-Annick Nicolas, violon, et Jean-Pierre Ferey, piano, chez Skarbo.
- Trio pour violon, violoncelle et piano, Sonate pour violoncelle et piano, Largo pour violoncelle et piano, par Philippe Koch, violon, Aleksandr Khramouchin, violoncelle et Alain Jacquon, piano, chez Timpani.

### Mélodies
- Mélodies (intégrale des mélodies), avec Catherine Estourelle (soprano), Lionel Peintre (baryton), Alain Jacquon (piano) et divers interprètes, chez Timpani, 1C1085, 2005.
- Trois chansons bretonnes par Mario Hacquard et Claude Collet chez Polymnie, 2015.

### Musique pour piano
- L'Œuvre pour piano par Alain Jacquon, chez Timpani.
- L'Œuvre pour piano par Jean Dubé, chez Syrius.
- Œuvres pour piano : Paysages, Danze, Deux Impromptus par Jean-Pierre Ferey, chez Skarbo.
- Scènes marines et champêtres par Jean Dubé et Xavier Bouchaud, avec 16 pièces pour piano de Hervé Roullet et les Âmes d'Enfants (pour 4 mains) et d'autres pièces de Jean Cras, chez Syrius.
- Âmes d'enfants et Journal de Bord, par Pierre Stoll chez Cybelia.
- Paysages, Danze, Deux Impromptus, Jean-Pierre Ferey, piano, chez Skarbo, 2017 (choc de Classica).

### Monographie
- Paul-André Bempéchat, Jean Cras, Polymath of Music and Letters, Farnham, Ashgate, 2009, 610 p.

### Ouvrages généraux
- René Dumesnil, « Jean Cras », Portraits de musiciens français, Paris, 1938.
- René Dumesnil, « L'aube du XXe siècle » in Histoire de la musique, tome IV.
- Auguste Thomazi, Trois marins compositeurs : Roussel, Mariotte, & J. Cras. Paris, Imprimerie Bellenand, 1948.
- Gustave Samazeuilh, Musiciens de mon temps : Chroniques et souvenirs, Paris, Marcel Daubin, 1947 (1re éd. 1915, complété en 1931), 430 p., in-16 (BNF 43254580), p. 246-249.
- Marie-Claire Mussat, Les musiciens de la mer et la Musique des équipages de la flotte, Éditions du Layeur, 1996 (ISBN 2-911468-06-6), p. 57-69.
- Mikael Bodlore-Penlaez et Aldo Ripoche (préf. Pierre-Yves Moign), Musique classique bretonne : Sonerezh klasel Breizh : bilingue français-breton, Spézet, Coop Breizh, 2012, 96 p. (ISBN 978-2-84346-563-5), p. 40-45.

### Dictionnaires et encyclopédies
- Vefa de Bellaing, Dictionnaire des compositeurs de musique en Bretagne, Nantes, Ouest Éditions, 1992, 280 p. (ISBN 2-908261-11-1), p. 75-83.
- Paul-André Bempéchat, « Jean Cras », in Revised New Grove Dictionary of Music and Musicians, London, MacMillan, 2001.
- Paul-André Bempéchat, « Jean Cras », in Die Musik in Geschichte und Gegenwart (MGG), 2001.
- Jean-Pierre Thiollet, Sax, Mule & Co (avec un dictionnaire des compositeurs pour saxophone [« Jean Cras », p. 112–113]), Paris, H & D, 2004.

### Articles
- Henry Malherbe, « Jean Cras », Le Temps, 21 septembre 1932 (lire en ligne).
- André Himonet, « Jean Cras, musicien de la mer », revue de la Société Internationale des Amis de la Musique française, décembre 1932.
- Collectif, « Regard sur Jean Cras (1879-1979) », revue Zodiaque, no 123, janvier 1980.
- Paul-André Bempéchat, « A Rediscovered Masterpiece: Jean Cras' ‘Deux Impromptus pour harpe (1925)’ », American Harp Journal, Summer 1998, vol. 16, no 3, p. 5-10.
- Paul-André Bempéchat, « Inside Jean Cras' Musical Laboratory: An African Diary in Music and Letters: The Genesis of His ‘Suite en Duo' for Flute and Harp (1928) », American Harp Journal, Winter 1998, vol. 16, no 4, p. 7-14.
- Paul-André Bempéchat, « Jean Cras and Albert Samain: Parallels and Paradoxes in the Genesis of Polyphème », The Opera Journal, March 1998, Vol. XXXI/1, p. 3–17.
- Paul-André Bempéchat, « Inside Jean Cras’ Musical Laboratory II: Cyclical Composition at its Zenith: ‘Quintet for Harp, Flute, and Strings », American Harp Journal, Summer 1999., vol. 17, no 1, p. 7-12.
- Paul-André Bempéchat, « Love's Labours Found: Jean Cras' Pieces for Violin and Piano Rediscovered (with apologies to The Bard) », American String Teacher, November 1999, vol. 49, no 4, p. 64–74.
- Paul-André Bempéchat, « Naval Hero — Novel Voice: The Piano Works of Jean Cras », Piano & Keyboard 206, September-October 2000, p. 47–55.
- Paul-André Bempéchat, « An Admiral of Music: Jean Cras’ Chamber Music for Strings », The Strad, London, October 2000, vol. 111, no 1326, p. 1096-1100.
- Paul-André Bempéchat, « The Choral Works of Jean Cras », The Choral Journal, February 2001, vol. 41, no 7, p. 9–16.
- Paul-André Bempéchat, « Where Formalism Meets Folklore: Jean Cras’ ‘Trio pour cordes (1925)’ », American String Teacher, May 2001, vol. 51, no 2, p. 74-81.
- Paul-André Bempéchat, « Narrating the Symbol: Jean Cras’ Legacy of Song », in Ars Lyrica XII, 2002, p. 3-70.
- Étienne Tabourier, « Jean Cras. Musicien du grand large », Musique bretonne, n°180, septembre-octobre 2003 p. 12-13, (lire en ligne).
- Paul-André Bempéchat, « The Breton Compositions of Jean Cras », in Proceedings of the 23rd Harvard Celtic Colloquium, 2003.
- Paul-André Bempéchat, « Ravel Writes to Jean Cras », in Liber Amicorum Isabelle Cazeaux, Pendragon Press, Hillsdale, New York, 2005, p. 365–376.
- Paul-André Bempéchat, « Fair Winds and Following Seas: Jean Cras’ Symphonic Autobiography, ‘Journal de bord (1927)’ », in Liber Amicorum Isabelle Cazeaux, Pendragon Press, Hillsdale, New York, 2005, p. 443-457.
- Jacques Arnol, « Jean Cras (1879 - 1932) : amiral et compositeur », Le lien du Centre généalogique du Finistère, Brest, Centre généalogique du Finistère, no 119,‎ septembre 2011, p. 3-13.